# گارتنر

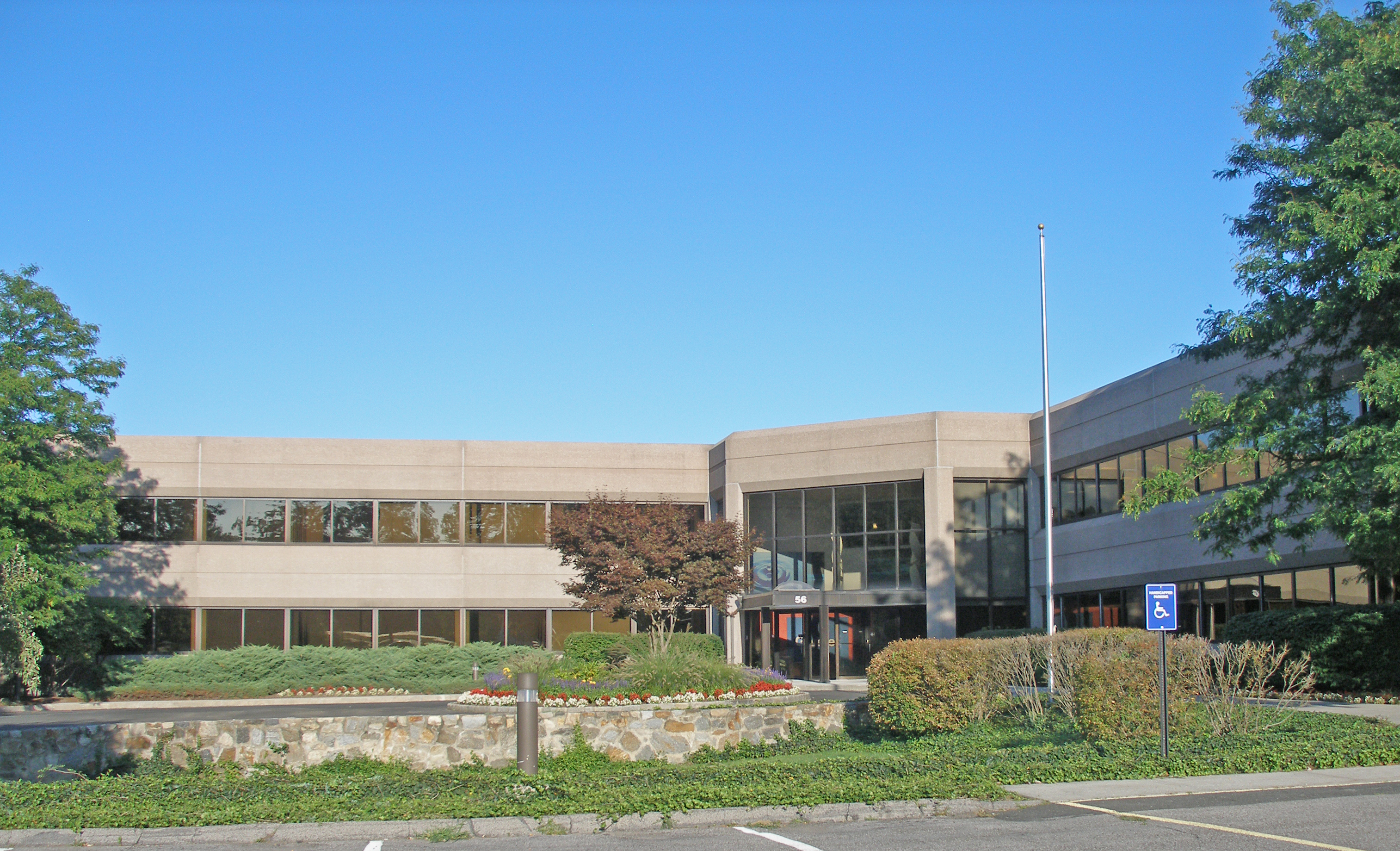
ساختمان مرکزی گارتنر

گارتنر (به انگلیسی: Gartner) شرکت پژوهشی و مشاوره آمریکایی است، که در زمینهٔ ارائهٔ خدمات برون‌سپاری، تحقیق و پژوهش و مشاوره فناوری اطلاعات فعالیت می‌نماید.
شرکت گارتنر در سال ۱۹۷۹ توسط گیدئون گارتنر راه‌اندازی شد و در حال حاضر دارای عملیات در ۸۵ کشور جهان می‌باشد. دفتر مرکزی این شرکت در شهر استنفورد، کنتیکت، ایالات متحده آمریکا قرار دارد و سهام آن در بازار بورس نیویورک معامله می‌شود.

## مربع جادویی
مربعی ۴ بخشی است که به آن Magic quadrant یا به اختصار آن را MQ می‌نامند. MQ یک نام تجاری شناخته شده در بازار فناوری است که در اصل گزارشی از موقعیت شرکت‌های فعال در بازار گسترده فناوری را ارائه می‌دهد و میزان رشد و رقابت آن‌ها را به‌طور سالانه یا دوسالانه مورد بررسی قرار می‌دهد.
این بررسی‌ها از طریق ۲ معیار به دست می‌آیند:
1. میزان تکامل اهداف کلی
2. قدرت اجرای اهداف